# Mar Celta

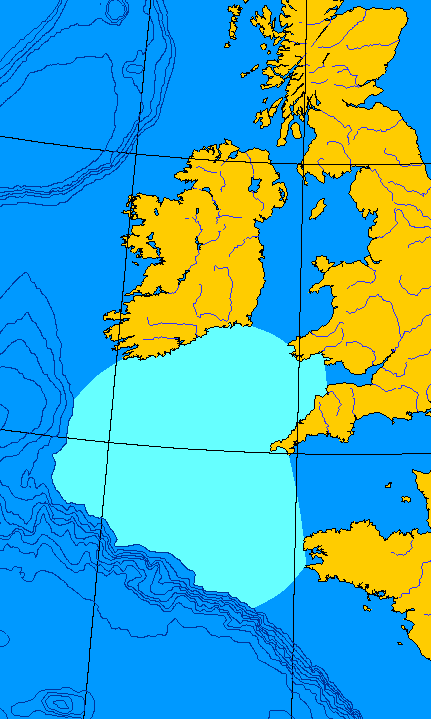
Mapa do mar Celta, um mar marginal do oceano Atlântico.

O mar Celta (50° 30' 08" N 7° 54' 52" O) é o mar marginal do oceano Atlântico ao largo da costa sul da Irlanda. A este situa-se o canal de São Jorge, o canal de Bristol e o canal da Mancha, bem como o País de Gales, Cornualha, Devon e a Bretanha. 

## História
O Mar Céltico recebe esse nome devido à herança celta das terras que o delimitam ao norte e a leste. O nome foi proposto pela primeira vez por E. W. L. Holt em uma reunião em Dublin, em 1921, com especialistas em pesca da Grã-Bretanha, França e Irlanda. A parte norte desse mar foi considerada parte do Canal de São Jorge e a parte sul como uma parte indiferenciada das "Southwest Approaches" da Grã-Bretanha. O desejo de um nome comum surgiu devido à biologia marinha, geologia e hidrologia comuns da área. Foi adotado na França antes de ser comum nos países de língua inglesa; em 1957, Édouard Le Danois escreveu que "o nome Mar Céltico é pouco conhecido até mesmo pelos oceanógrafos". "Foi adotado por biólogos marinhos e oceanógrafos e, mais tarde, por empresas de exploração de petróleo. O nome consta em um atlas britânico de 1963, mas um artigo de 1972 afirma que "o que os mapas britânicos chamam de Western Approaches e o que a indústria petrolífera chama de mar celta [...] certamente os residentes da costa oeste [da Grã-Bretanha] não se referem a ele como tal."

## Fundo do mar
O leito marinho sob o Mar Céltico é chamado de Plataforma Céltica, parte da plataforma continental da Europa. A porção nordeste tem uma profundidade entre 90 e 100 m (300-330 pés), aumentando em direção ao Canal de São Jorge. Na direção oposta, as cristas de areia que apontam para o sudoeste têm uma altura semelhante, separadas por vales com aproximadamente 50 m (160 pés) de profundidade. Essas cristas foram formadas por efeitos de maré quando o nível do mar era mais baixo. Ao sul de 50°N, a topografia é mais irregular.
A exploração de petróleo e gás no Mar Céltico teve sucesso comercial limitado. O campo de gás de Kinsale Head abasteceu grande parte da República da Irlanda nas décadas de 1980 e 1990. A água é muito profunda para turbinas eólicas fixas. A área tem potencial para 50 GW de parques eólicos flutuantes, e a TotalEnergies planeja um projeto com quase 100 MW.

## Ecologia
O Mar Céltico tem uma pesca rica, com capturas anuais totais de 1,8 milhão de toneladas em 2007.
Quatro espécies de cetáceos ocorrem com frequência na área: baleia-minke, golfinho-nariz-de-garrafa, golfinho-comum de bico curto e toninha. Antigamente, havia uma abundância de mamíferos marinhos.

## Limites
Não há características terrestres para dividir o Mar Céltico do Oceano Atlântico aberto ao sul e a oeste. Para esses limites, Holt sugeriu o contorno marinho de 200 braças (370 m; 1.200 pés) e a ilha de Ushant na ponta da Bretanha.
A definição aprovada em 1974 pelo Hidrografista da Marinha do Reino Unido para uso nas Cartas do Almirantado foi "delimitada aproximadamente por linhas que unem Ushant, Land's End, Hartland Point, Lundy Island, St. Govan's Head e Rosslare, seguindo a costa irlandesa para o sul até Mizen Head e depois ao longo da isóbata de 200 metros até aproximadamente a latitude de Ushant".
A Organização Hidrográfica Internacional define os limites do Mar Céltico da seguinte forma:
- Ao norte. O limite sul do Mar da Irlanda [uma linha que une Cabo Santo David a Carnsore Point], a costa sul da Irlanda, daí de Mizen Head uma linha traçada até uma posição 51° N 11° 30' O.
- A oeste e ao sul. Uma linha que vai da posição 51° N 11° 30' O Sul até 49°N, daí até a latitude 46°30'N no limite oeste do Golfo da Biscaia [uma linha que une o Cabo Ortegal a Penmarch Point], daí ao longo dessa linha até Penmarch Point.
- No leste. O limite ocidental do Canal da Mancha [uma linha que une a Île Vierge a Land's End] e o limite ocidental do Canal de Bristol [uma linha que une Hartland Point a St.]